# Изра Хирси
Изра Хирси (енгл. Isra Hirsi) је амерички активиста за заштиту животне средине. Суоснивач је и извршни директор америчког климатског штрајка за младе. Освојила је и награду за свој климатски активизам.

## Живот
Одрасла је у Минесоти. Ћерка је Илхане Омар и Ахмеда Хирсиа. Док је Изра ишла у средњу школу, у Минеаполису, била је фокусирана на покрет Животи тамнопутних су важни. Са дванаест година, била је једна од учесника који су протестовали за Јамару Кларк у тржном центру Америка. Климатски активиста је од своје прве године средње школе када се придружила еколошком клубу.
Хирси је координаторка стотину школских штрајкова широм Сједињених Држава 15. марта и 3. маја 2019. године. Она је суоснивач и извршни директор америчког глобалног покрета за младе, јануара 2019. Године 2019. освојила је награду за младе. Исте године добила је награду Глас будућности. Написала је многе чланке.